# Abdallah I. ibn Saud

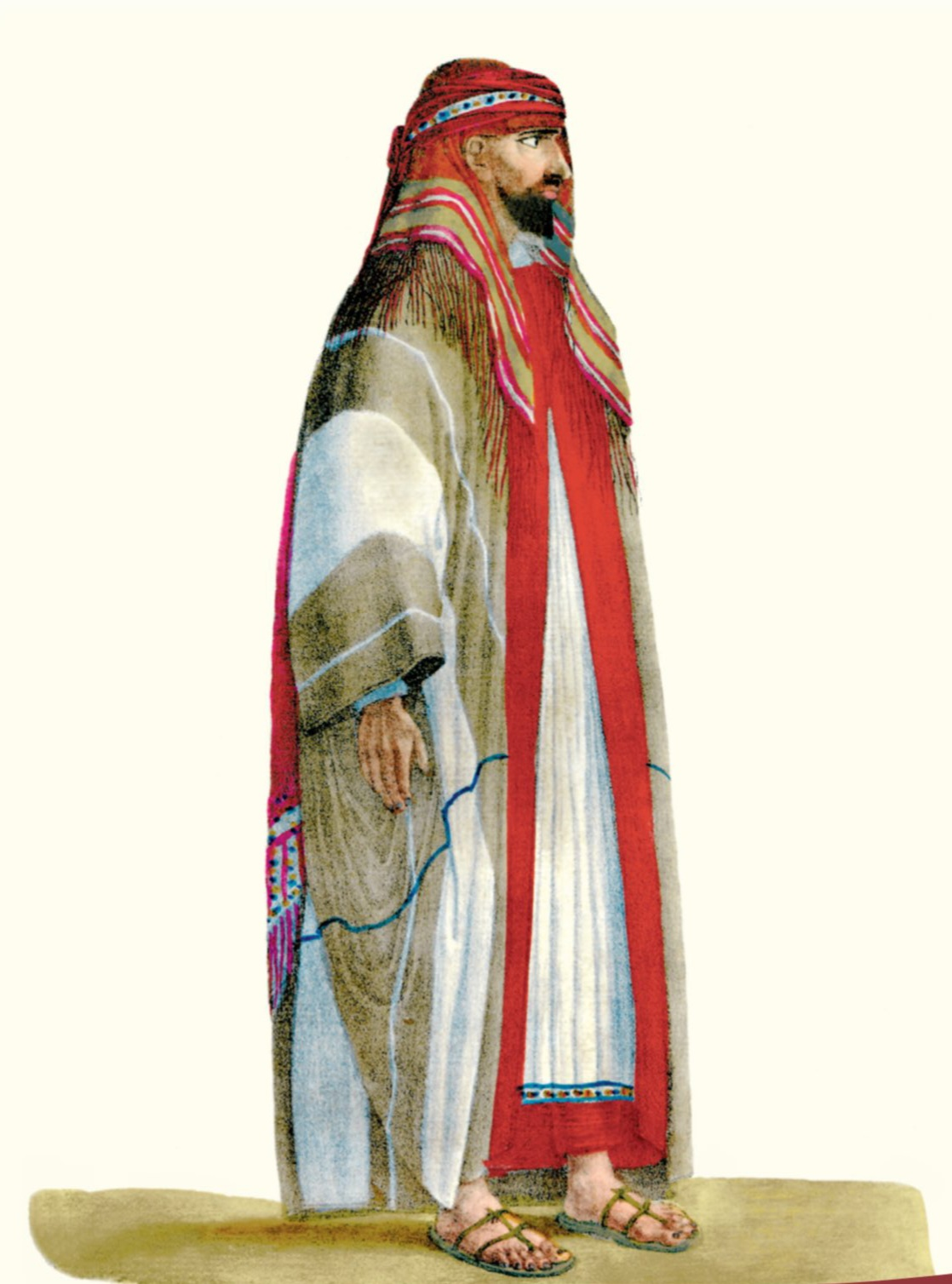
Abdallah I. ibn Saud

Abdallah I. ibn Saud (arabisch عبد الله بن سعود, DMG ʿAbd Allāh ibn Saʿūd) (gest. am 17. Dezember 1818 in Istanbul), aus der Dynastie der Saud, war Imam der Wahhabiten von 1814 bis 1818.
Abdallah trat 1814 die Nachfolge seines Vaters Saud I. ibn Abd al-Aziz (1803–1814) an. Nachdem er schon unter der Regierung seines Vaters die Wahhabiten im osmanisch-saudischen Krieg angeführt hatte, übernahm er die Herrschaft in einer schwierigen Situation für die Dynastie der Saud. Die Ägypter hatten schon 1812 und 1813 Medina bzw. Mekka besetzt und bereiteten sich auf einen Feldzug in den Nadschd vor.
Allerdings hatten die ägyptischen Truppen (20.000 Mann) große Nachschubprobleme, die erst gelöst werden konnten, nachdem Muhammad Ali Pascha das Kommando in Arabien übernahm. Im Januar 1815 gelang es Muhammad Ali den Wahhabiten unter Faisal zwischen Turaba und Kulakh eine schwere Niederlage beizubringen. Die Eroberung von ad-Dirʿīya konnte aber zunächst verhindert werden, da Muhammad Ali durch Unruhen der Mamluken in Ägypten abgelenkt wurde und mit Abdallah I. einen Friedensvertrag abschloss.
1817 ließ Muhammad Ali den Krieg aber durch seinen Stiefsohn Ibrahim Pascha fortsetzen, dem schon im Mai ein Erfolg über Abdallah I. gelang. Dieser Misserfolg Abdallahs führte zum Abfall mehrerer Beduinenstämme, die sich nun mit den Ägyptern verbündeten. Im März 1818 erreichten die ägyptischen Truppen unter Ibrahim ad-Dirʿīya und erzwangen nach sehr heftigen Kämpfen am 10. September 1818 die Kapitulation der Stadt. Abdallah I. ibn Saud geriet in ägyptische Gefangenschaft und wurde an die Osmanen ausgeliefert. Am 17. Dezember 1818 erfolgte in Istanbul seine Hinrichtung. Ein Großteil des Clans der Saud wurde von Ibrahim nach Kairo deportiert.
Zwar war das Reich der Saud in Zentralarabien mit der Eroberung von ad-Dirʿīya durch die Ägypter zerschlagen worden, doch hatte sich die Lehre von Muhammad ibn Abd al-Wahhab unter den Beduinen so gefestigt, dass sie die Niederlage der Saud gegen die Ägypter überstand. Und so sollte ein Cousin von Abdallahs Vater, Turki Al Saud (1820–1834), das Reich der Saud im Nadschd neu begründen.
Er hatte mindestens drei Söhne: Saud, Muhammad und Saad.